# Kanton Tallano-Scopamène
Der Kanton Tallano-Scopamène war bis 2015 ein französischer Wahlkreis im Arrondissement Sartène, im Département Corse-du-Sud und in der Region Korsika. Sein Hauptort war Serra-di-Scopamène.
Der Kanton war 243,95 km² groß und hatte 1261 Einwohner (Stand: 1999).

## Gemeinden
| Gemeinde                | Einwohner | Code postal | Code Insee |
| ----------------------- | --------- | ----------- | ---------- |
| Altagène                | 41        | 20112       | 2A011      |
| Aullène                 | 138       | 20116       | 2A024      |
| Cargiaca                | 49        | 20164       | 2A066      |
| Loreto-di-Tallano       | 35        | 20165       | 2A146      |
| Mela                    | 40        | 20112       | 2A158      |
| Olmiccia                | 82        | 20112       | 2A191      |
| Quenza                  | 215       | 20122       | 2A254      |
| Serra-di-Scopamène      | 120       | 20127       | 2A278      |
| Sorbollano              | 69        | 20152       | 2A285      |
| Sainte-Lucie-de-Tallano | 392       | 20112       | 2A308      |
| Zérubia                 | 29        | 20116       | 2A357      |
| Zoza                    | 51        | 20112       | 2A363      |